# Вэл Валентино
Вэл Валентино (англ. Val Valentino, настоящее имя Леонард Монтано, англ. Leonard Montano; 14 июня 1956, Лос-Анджелес) — американский иллюзионист, фокусник, прославившийся своими видеовыпусками «Тайны великих магов» с разоблачением великих магов прошлого.
Валентино родился в Восточном Лос-Анджелесе, штат Калифорния. Его отец Артур Монтано — итальянец с отцовской стороны; его мать Элла Монтано — итальянского происхождения.
С 1997-2008 год Вэл Валентино участвует в телепередаче «Тайны великих магов: разоблачение». Играя роль разоблачителя, ему приходится носить маску, чтобы не быть узнанным своими коллегами. Обычно фокусники не раскрывают секреты фокусов своих коллег и своих собственных, так как рискуют стать отверженными в своей профессиональной среде. В нескольких своих публичных выступлениях он был в маске и менял голос.
Валентино говорит, что целью его деятельности является желание подтолкнуть фокусников к созданию новых трюков и иллюзий вместо использования старых секретов. Как только вышли первые фильмы разоблачений, иллюзионисты в США стали обращаться к нему с вопросом о том, зачем он это делает. Вэл Валентино дал ответ в четвёртом фильме разоблачений: «Я разоблачаю старые трюки, чтобы фокусники придумали новые». Однако это было лишь отговоркой, ибо вслед за старыми трюками стали раскрываться и совсем новые.